# Кристал-Лейк (округ Маркетт, Вісконсин)
Кристал-Лейк (англ. Crystal Lake) — місто (англ. town) в США, в окрузі Маркетт штату Вісконсин. Населення — 452 особи (2020).

## Демографія
Згідно з переписом 2010 року, у місті мешкали 484 особи в 244 домогосподарствах у складі 145 родин. Було 538 помешкань
Расовий склад населення:
| - 97,5 % — білих - 0,8 % — азіатів - 0,6 % — корінних американців - 0,6 % — чорних або афроамериканців |

До двох чи більше рас належало 0,2 %. Частка іспаномовних становила 0,2 % від усіх жителів.
За віковим діапазоном населення розподілялося таким чином: 11,2 % — особи молодші 18 років, 56,8 % — особи у віці 18—64 років, 32,0 % — особи у віці 65 років та старші. Медіана віку мешканця становила 55,2 року. На 100 осіб жіночої статі у місті припадало 123,0 чоловіків;  на 100 жінок у віці від 18 років та старших — 112,9 чоловіків також старших 18 років.
Середній дохід на одне домашнє господарство  становив 69 142 долари США (медіана — 52 500), а середній дохід на одну сім'ю — 82 793 долари (медіана — 70 500). Медіана доходів становила 41 250 доларів для чоловіків та 35 625 доларів для жінок. За межею бідності перебувало 10,1 % осіб, у тому числі 18,5 % дітей у віці до 18 років та 6,3 % осіб у віці 65 років та старших.
Цивільне працевлаштоване населення становило 179 осіб. Основні галузі зайнятості: виробництво — 23,5 %, освіта, охорона здоров'я та соціальна допомога — 17,3 %, роздрібна торгівля — 8,9 %, транспорт — 6,7 %.